# Salems distrikt
Salems distrikt är det enda distriktet i Salems kommun i Stockholms län. 
Distriktet ligger i och omkring Salems centrum i nordöstra Södermanland. 

## Tidigare administrativ tillhörighet
Distriktet inrättades 2016 och utgörs av socknen Salem i Salems kommun.
Området motsvarar den omfattning Salems församling hade 1999/2000. Distriktets omfattning är identiskt med kommunens bortsett från gränsjusteringar som skett efter 2000.